# Regenboogamazilia
De regenboogamazilia (Chrysuronia versicolor synoniem: Amazilia versicolor) is een vogel uit de familie Trochilidae (kolibries).

## Verspreiding en leefgebied
Deze soort komt voor in het Amazonebekken en in het zuidelijke deel van Centraal-en zuidoostelijk Zuid-Amerika en telt zes ondersoorten:
- C. v. millerii: oostelijk Colombia en westelijk Venezuela, oostelijk Peru en noordwestelijk Brazilië.
- C. v. hollandi: zuidoostelijk Venezuela.
- C. v. nitidifrons: noordoostelijk Brazilië.
- C. v. versicolor: zuidoostelijk Brazilië.
- C. v. kubtchecki: noordoostelijk Bolivia, oostelijk Paraguay, zuidwestelijk Brazilië en noordoostelijk Argentinië.
- C. v. rondoniae: noordelijk Bolivia en het westelijke deel van Centraal-Brazilië.